# Attilio Odero

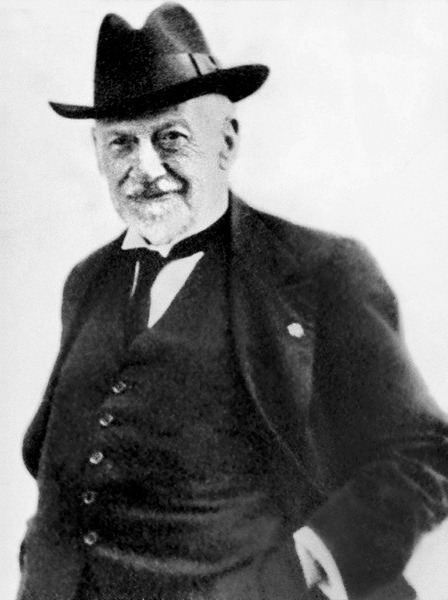
Attilio Odero

Attilio Odero (* 1. Januar 1854 in Genua; † 11. Mai 1945 ebenda) war ein italienischer Werftunternehmer und Stahlhersteller, der zusammen mit seinem Schwager Rinaldo Piaggio auch in der Schiffs- und Eisenbahnausstattung und im Flugzeugbau aktiv war. Er gilt als einer der bedeutendsten italienischen Unternehmer seiner Zeit und war ein Senator des Königreichs Italien.

## Leben und Werk
Odero wurde als Sohn von Nicolò Odero, einem Importeur von Kohle und späterem Werfteigner, und seiner Frau Maria Cavezzari geboren. Mit 18 Jahren trat er 1872 in die Werft seines Vaters in Sestri Ponente ein. Der traditionelle italienische Schiffbau, der noch auf dem Bau von Schiffen aus Holz und Segeln basierte, befand sich zu dieser Zeit in einem Umbruch. Die Umstellung auf den Bau von Dampfschiffen aus Stahl bedeutete für die Werften nicht nur eine technologische, sondern auch eine organisatorische und finanzielle Herausforderung.
Odero wurde zum technischen Direktor des Unternehmens ernannt und leitete ab den 1880er Jahren die Modernisierung der Werft ein. Schon 1885 zählte die Odero-Werft zu den Unternehmen, die in der Lage waren, Schiffe aus Eisen und Stahl zu bauen; später, in den 1920er Jahren baute die Werft unter anderem Zerstörer der Sauro-Klasse. Die dank der regelmäßigen Bestellung von Kriegsschiffen erhöhte Liquidität nutzte Odero 1895 um sich in die Firma seines Schwagers Rinaldo Piaggio einzukaufen. Attilio Odero wurde Vorsitzender von Piaggio & C. und blieb es bis 1943.
Im folgenden Jahr übernahm er die Leitung der Foce-Werft, die gemauerten Docks besaß, die bis zu 150 Meter lange Schiffe aufnehmen konnten. Odero übernahm weitere Werften, wie etwa 1905 die Cantiere navale di Palermo. Der wichtigste unternehmerische Schritt war 1899 der Ankauf von Anteilen am führenden italienischen Stahlhersteller Alti Forni Fonderie e Acciaierie di Terni und der damit verbundenen Rückwärtsintegration, den er zusammen mit dem Schiffsbauer Orlando unternahm. Durch die Übernahme von großen Aktienpaketen von Odero und Orlando durch Terni erfolgte 1904 eine formale Integration von Stahlwerken und Schiffsbauern. Die Stahlwerke Terni finanzierten den Schiffsbau durch die Lieferung von Stahl mit großzügigen Zahlungszielen. 1905 gründete er die Società Anonima Industriale Automobili, später in San Giorgio umbenannt, die sich ab 1908 auf Feinmechanik im optischen Bereich wie Koinzidenzentfernungsmesser und Stereotelemeter für die Schifffahrt spezialisierte.
Nachdem Odero 1927 die Kontrolle über die Vickers-Terni-Werke übernahm, vereinte er die Werft mit seinen anderen Firmen zu Odero-Terni.  1929 übernahm und integrierte er auch die Orlando-Werft und benannte die daraus entstehende Firma in Odero-Terni-Orlando (OTO), später in OTO Melara, um.